# Övergivna hus
Övergivna hus är en finländsk film från 2000 som är regisserad av Lauri Törhönen och baserad på Laila Hietamies roman Hylätyt talot, autiot pihat.

## Handling
Kaos utbryter när Sovjetunionen invaderar Karelen sommaren 1944.

## Om filmen
Filmen är inspelad i finska Fredrikshamn och Sibbo samt ryska Viborg. Den hade världspremiär i Finland den 11 februari 2000 och svensk premiär på TV 4 den 29 december 2003.

## Rollista
- Mats Långbacka - Aarne Heikkilä
- Jonna Järnefelt - Martta Heikkilä
- Sari Puumalainen - Helmi Elisa Karhu
- Carl-Kristian Rundman - läkarmajor Pekka Karjalainen
- Ville Keskilä - Arttu Kivojainmäki
- Eija-Elina Bergholm - Hilma
- Pekka Huotari - barnläkare Salonen
- Risto Kaskilahti - löjtnant Rydman
- Minna Mäkinen - Hilkka
- Jevgeni Haukka - rysk fånge
- Ilkka Heiskanen - doktor Sulamaa

## Musik i filmen
- Alkumusiikki, skriven av Tuomas Kantelinen, framförd av Tapiolan Nuoret Sinfonikot
- Hymyillen, musik av George de Godzinsky, text av Vera Valtonen, framförd av Harmony Sisters och George de Godzinsky
- Sillanpään marssilaulu/Sama kaiku on askelten, musik av Aimo Mustonen
- Carmen Sylva, musik av Ivan Ivanovici, finsk text av Lauri Jauhiainen, framförd av Adriana Aimo & Viljo Vesterisen solistiorkesteri
- Lullaa, lullaa, kyllä toimehen tullaan, framförd av Liisa Tiensuu
- Pilven päällä, musik av George de Godzinsky, text av Martta Kontula, framförd av Harmony Sisters och George de Godzinsky
- Sulle salaisuuden kertoa mä voisin, musik av George de Godzinsky, text av Eine Laine, framförd av Harmony Sisters och George de Godzinsky
- Uuvu unten maille, musik av George de Godzinsky, text av Kerttu Mustonen, framförd av Harmony Sisters och George de Godzinsky

## Utmärkelser
- 2001 - Filmfestivalen i Mar del Plata - Gyllene pentagramet, Tuomas Kantelinen
- 2001 - Filmfestivalen i Mar del Plata - OCIC-priset, Lauri Törhönen